# Collooney
Collooney (irisch Cúil Mhuine) ist eine Kleinstadt im County Sligo der Republik Irland. Sie liegt im Nordwesten der irischen Insel nahe der Atlantikküste am Owenmore River. Bei der Volkszählung 2022 hatte sie 1797 Einwohner, was nahezu eine Verdreifachung gegenüber 1991 ist.

## Geschichte

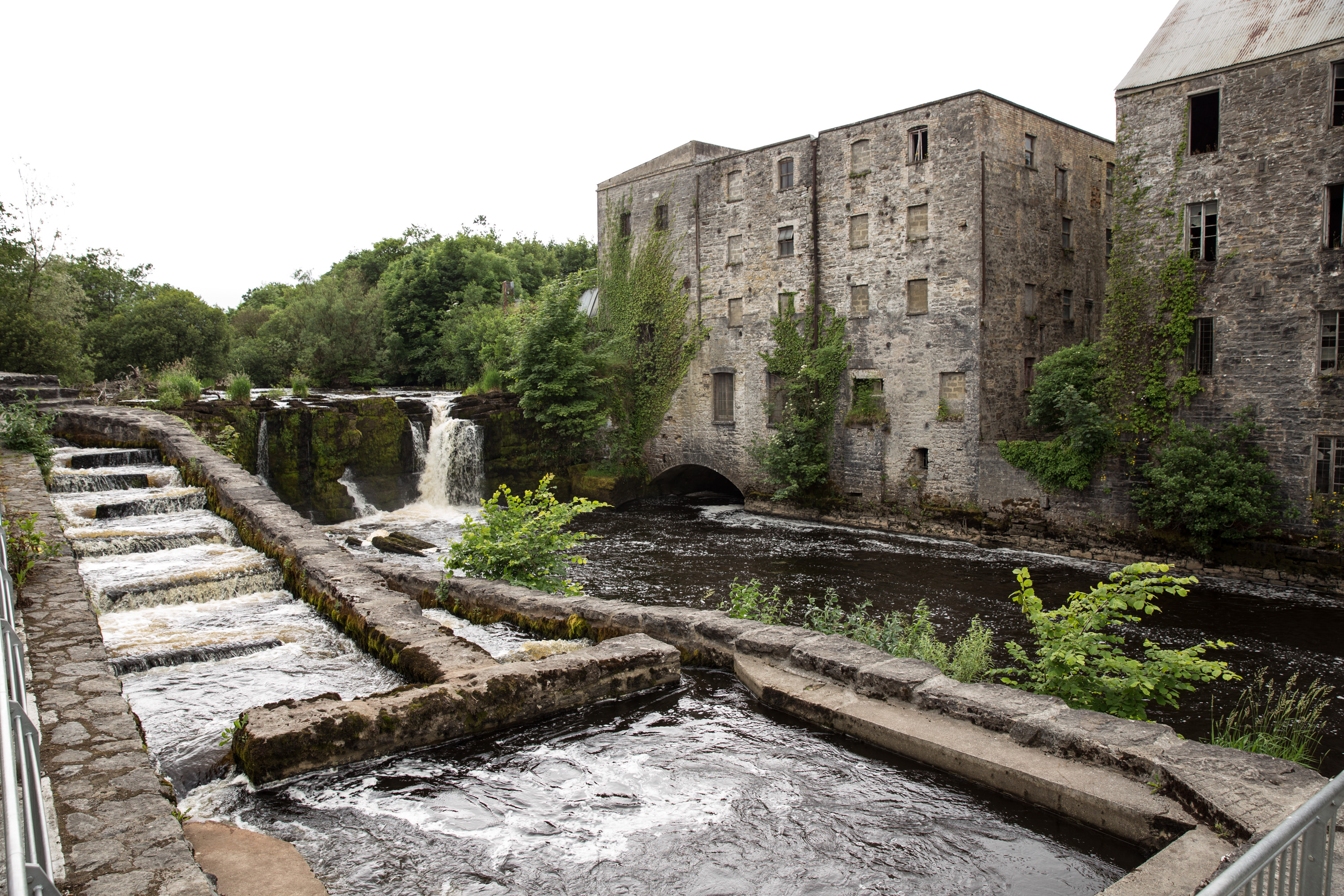
Alte Bleichmühle am Owenmore River

Während der Irischen Rebellion des Jahres 1798 wurde nahe der Stadt die Battle of Collooney (auch: Battle of Carricknagat) geschlagen. Damals kämpften irische Aufständische mit Hilfe französischer Truppen gegen Soldaten der britischen Besatzer. An den irischen Offizier Bartholomew Teeling, der maßgeblich am Sieg der Rebellen beteiligt war, erinnert ein Denkmal außerhalb der Stadt.
Um die Industrie im Gebiet von Sligo zu fördern, baute Charles O’Hara im 18. Jahrhundert in Collooney eine Bleichmühle, die bis 1956 bestand. Sie brachte Weber und Bleicher aus dem Norden der Insel in die Gegend. Zeitweise wurde in dem Werk auch Calciumcarbid hergestellt.

## Verkehr

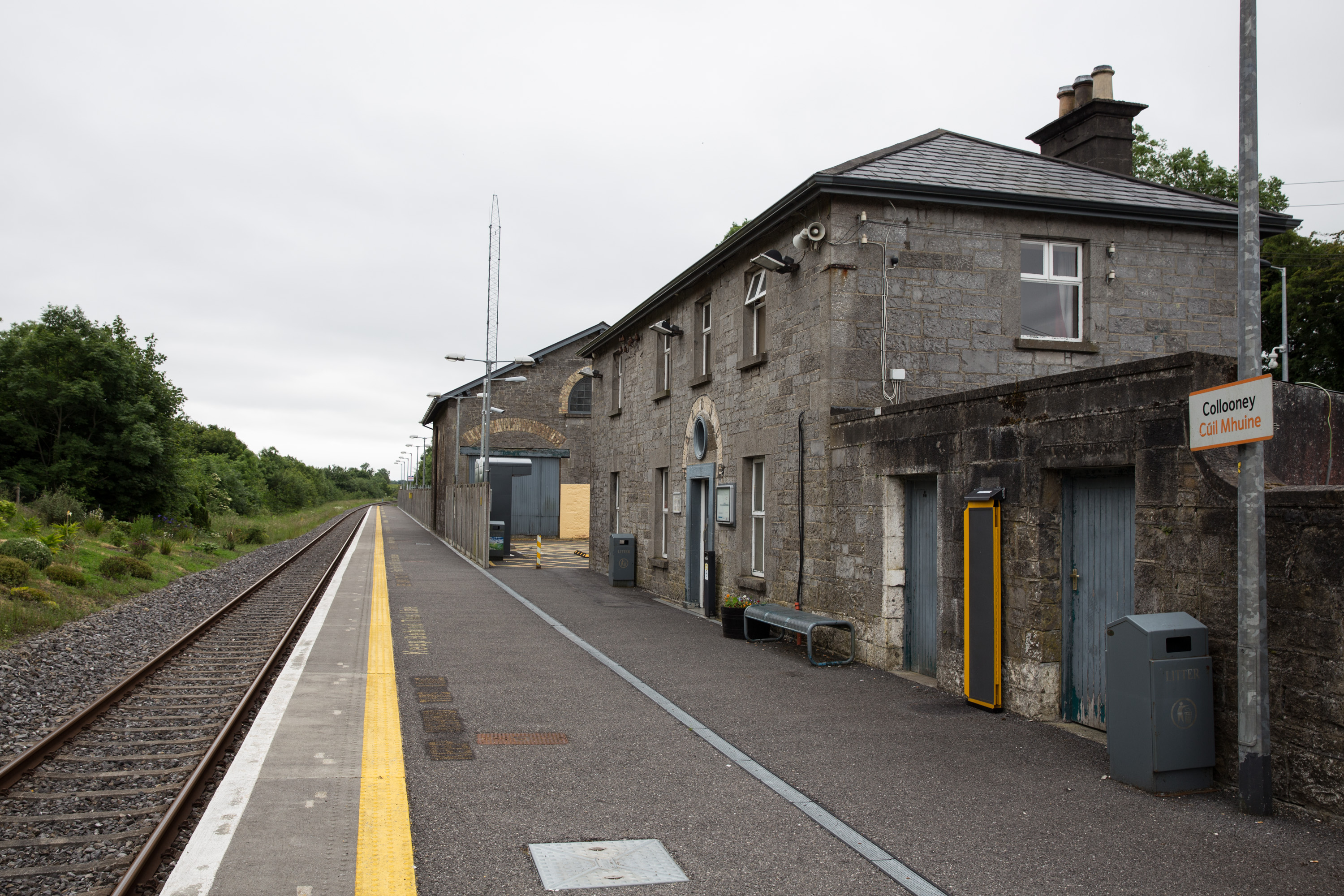
Bahnstation an der Bahnstrecke Dublin–Sligo

Über viele Jahrzehnte hinweg hatte Collooney drei Bahnhöfe an drei verschiedenen Eisenbahnstrecken, die unterschiedlichen Bahngesellschaften gehörten. Am 3. Dezember 1862 ging die Bahnstrecke Dublin–Sligo der Midland Great Western Railway (MGWR) in Betrieb, an der die Stadt zeitgleich eine Bahnstation erhielt. Der Güterverkehr endete dort im Jahr 1974, im Personenverkehr wird sie als eingleisiger Haltepunkt durch die Staatsbahn Córas Iompair Éireann (CIÉ) weiterhin bedient.
Am 1. September 1881 kam eine Verbindung der Sligo, Leitrim and Northern Counties Railway (SLNCR bzw. SL&NC) nach Enniskillen hinzu, die ab 1882 über die Carrignagat Junction die Trasse der MGWR und den Bahnhof Sligo erreichte. Diese Bahn, die 1957 stillgelegt wurde, hatte einen eigenen Bahnhof im Nordosten der Stadt. Im Jahr 1895 ging eine Strecke der Waterford & Limerick Railway von Collooney Junction (Abzweig vom Gleis der MGWR) über Athenry nach Limerick in Betrieb. Ihre Station lag im Nordwesten Collooneys und war durch ein Gleis für den Güterverkehr, das jenes der MGWR unterquerte, mit jener der SL&NC verbunden. Die Personenzüge aller drei Bahnen verkehrten stets von und nach Sligo. In Richtung Limerick wurde der Personenverkehr 1963 eingestellt, der Güterverkehr 1975 aufgegeben. Als Abschnitt des Western Railway Corridor wird diese Trasse aber freigehalten.
Durch Collooney verläuft die vierstreifige Nationalstraße N4, die Dublin mit Sligo verbindet. In sie mündet von Galway kommend die Nationalstraße N17. Beide Straßen wurden in den 1990er Jahren tangential an den Stadtrand verlegt.